# Flygoförmögna fåglar

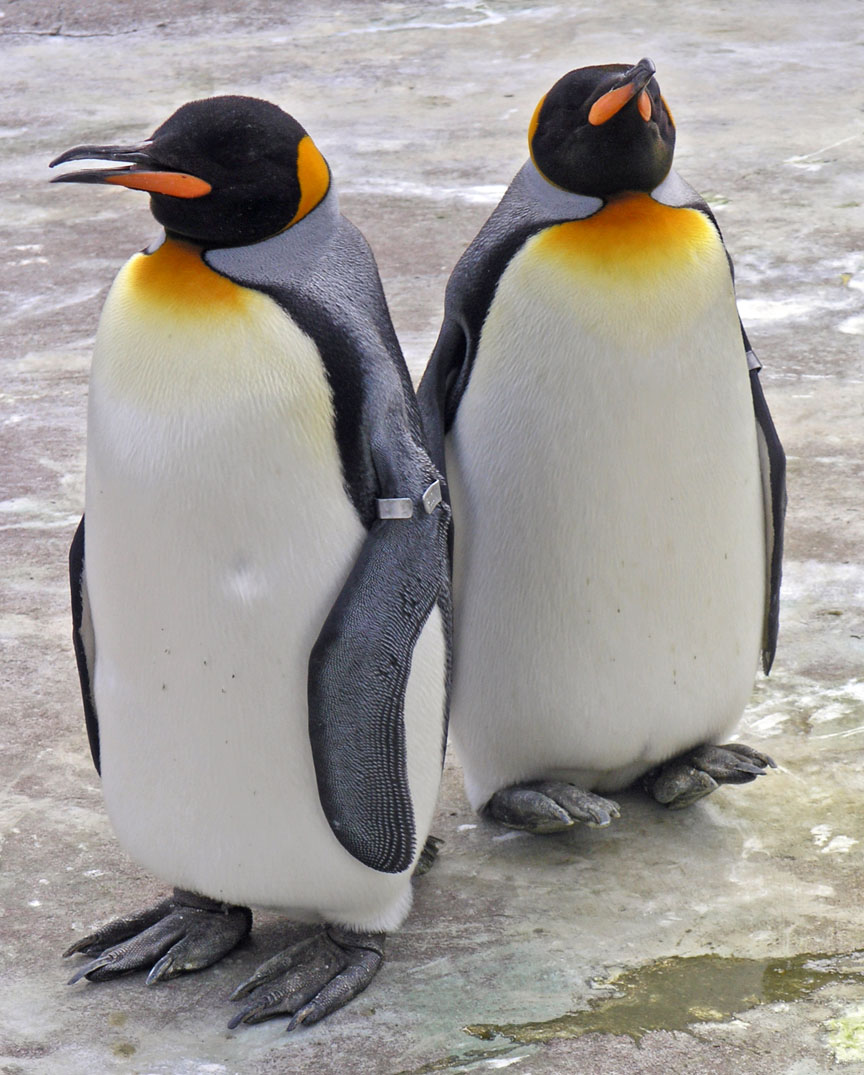
Pingviner är välkända exempel på flygoförmögna fåglar.

Flygoförmögna fåglar är fåglar som genom evolution har förlorat förmågan att flyga. Det finns över 60 idag levande vilda fågelarter som inte kan flyga däribland välkända arter som strutsar, nanduer, emuer, kivier och pingviner. Utöver dessa finns en mängd arter som evolutionärt håller på att förlora sin flygförmåga och är mer eller mindre kapabla att flyga. Den minsta idag levande flygoförmögna fågeln är atlantrallen, som mäter 12.5 cm och väger cirka 34.5 gram. De största flygoförmögna fåglarna är också världens största fåglar, nämligen strutsarna som mäter ungefär 2,7 meter och väger uppemot 155 kg. De minsta kända arterna, som långnäbbad klippsmyg är utrotade.
Flygoförmåga har utvecklats oberoende av varandra inom många olika artgrupper. Tidiga, idag utdöda familjer med stora rovfåglar som Phorusrhacidae, utvecklades till kraftfulla landlevande rovdjur. Hos de paleognata fåglarna, däribland strutsarna, försvann flygförmågan precis efter krita–tertiär-gränsen för 66 miljoner år sedan då alla icke flygförmögna dinosaurier och större ryggradsdjur dog ut. Andra grupper av mindre arter, som rallar, på isolerade platser som öar där predationstrycket var litet, utvecklades till landlevande fåglar långt senare.
Ett hot för många flygoförmögna arter som utvecklats på isolerade platser är introducerade arter av predatorer, som råttor, grisar och liknande.
Många domesticerade fåglar har förlorat sin förmåga att flyga längre sträckor, däribland höns och ankor, medan deras vilda ursprungsarter kan flyga. Ett fåtal tamfåglar har helt förlorat flygförmågan genom hård selektiv avel.